# ۱۷ لت اوکتیابریا
۱۷ لت اوکتیابریا (به لاتین: 17 let Oktyabrya) یک منطقهٔ مسکونی در روسیه است که در آدیغیه واقع شده‌است.